# San Diego (1600)
Pour les articles homonymes, voir San Diego (homonymie).

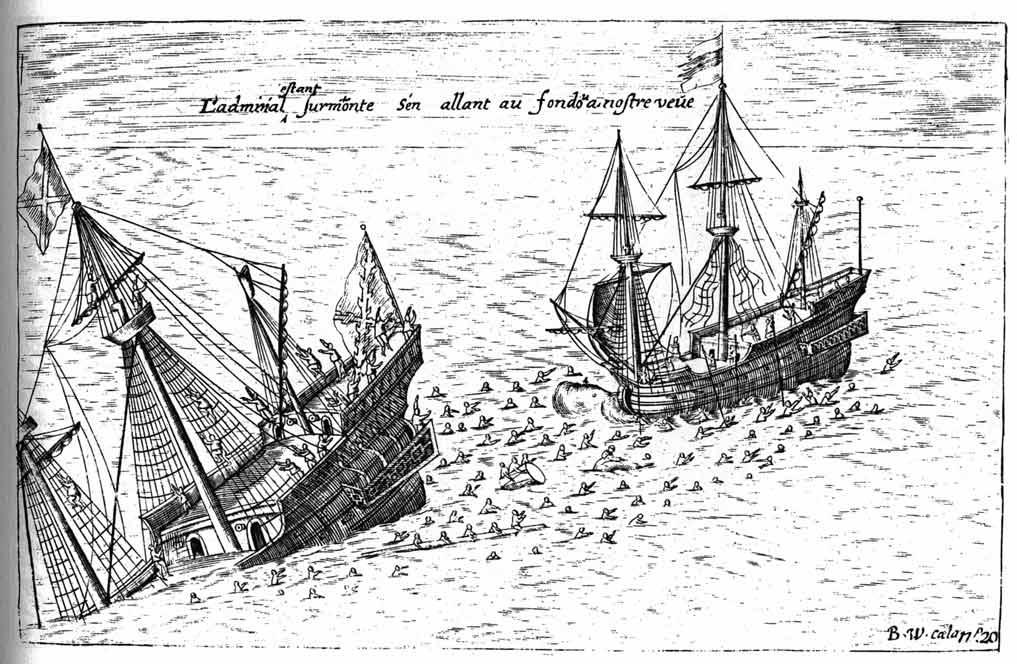
Bataille entre le San Diego et l'Eendracht en 1600

Le San Diego était un galion espagnol qui faisait partie du Galion de Manille, qui couvrait la route commerciale entre la Nouvelle-Espagne, le port d'Acapulco, actuel Mexique, et Manille, dans les Philippines, et qui s'utilisait pour échanger les marchandises chinoises contre l'argent mexicain. D'Acapulco, via transport terrestre, un contact était établi, avec la localité de Veracruz sur la côte Atlantique et plus loin l'Europe via la flotte des Indes.

## Construction
Selon l'historien Antonio de Morga Sánchez Garay, il s'agit d'un petit navire marchand de 200 tonneaux, construit à Cebu, la plus grande île des Philippines. Il est rapidement aménagé à Cavite pour affronter les Hollandais. Les prélèvements de bois sur l'épave ont permis d'identifier 6 essences locales de bois, toujours employées aujourd'hui dans la construction des navires. Les relevés montrent d'autre part que la taille du navire, plus importante que celle renseignée par Morga, le rattacherait à la catégorie des galions qui traversaient le Pacifique entre Manille et Acapulco. 
Les essences de bois identifiées incluent Calophyllum inophyllum, appelé Bitaog dans les Philippines, employé pour la quille et la membrure; Dipterocarpus grandiflorus, l’Apitong est aussi employé.

## Bataille et naufrage
Le jour 10 décembre de 1600, se produit le naufrage du galion San Diego, à la suite d'un affrontement avec les navires hollandais Eendracht, Hope et Mauritius, commandés par l'amiral/pirate Olivier van Noort (1558–1627) qui planifiait la conquête de Manille; le San Diego se trouvait ancré dans le port de Cavite, et conjointement à la patache San Bartolomé ainsi que deux galères, qui avaient comme membres d'équipage des soldats, nobles et mercenaires japonais, elle fut armée de quatorze canons des défenses de Manille, et envoyée repousser l'attaque hollandaise.

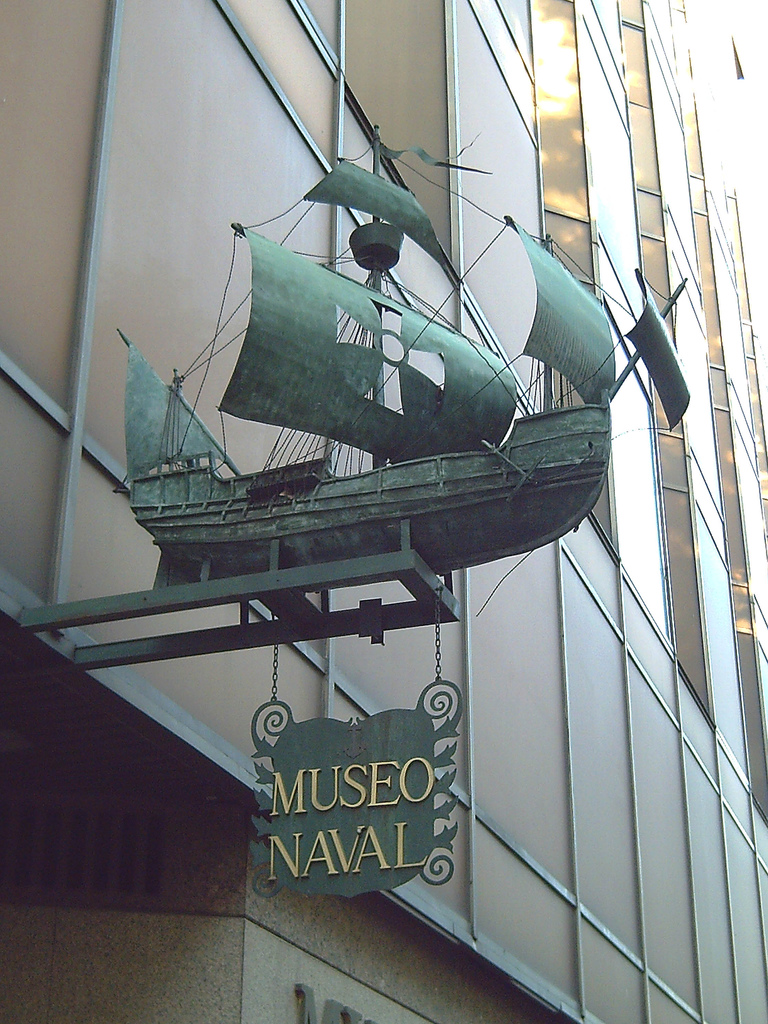
Entrée du Museo Naval de Madrid, qui accueille la plupart des objets sauvé du galion San Diego.

Après avoir  abordé avec succès le bateau amiral hollandais, l'urca Mauritius, une voie d'eau se déclara dans la coque du San Diego, et par ordre du Vice-gouverneur et amiral du galion, Antonio de Morga Sánchez Garay (1559–1636), le navire retourna au port, mais sombra sur le trajet. 300 marins périrent dans le naufrage; mais Morga se sauva ainsi que cent autres marins. La défense de l'île fut une réussite relative, puisque les navires hollandais refuseront de s'essayer à d'autres attaques sur les colonies espagnoles de la zone.

## Découverte et conservation
Après avoir consulté les Archives générales des Indes, l'archéologue sous-marin Franck Goddio, grâce aux recherches archivistiques de l'historien Patrick Lizé, à bord d'un catamaran appelé Kaimiloa,  découvre le 21 avril 1991 à 52 mètres de profondeur l'épave du San Diego, à 1 200 kilomètres de l'Isla Fortuna, dans la Baie de Manille, aux Philippines, ainsi que 6 000 objets, parmi lesquels se trouvaient des monnaies, joyaux en or, porcelaines de la Dynastie Ming, armes et canons, qui furent extraits, et déposés pour 70 % au Museo Naval de Madrid et les 30 % restants au Musée national des Philippines ; sur le lieu du naufrage demeurent encore le bateau et les restes des 300 marins qui ont péri dans le naufrage.